# Cooper T38

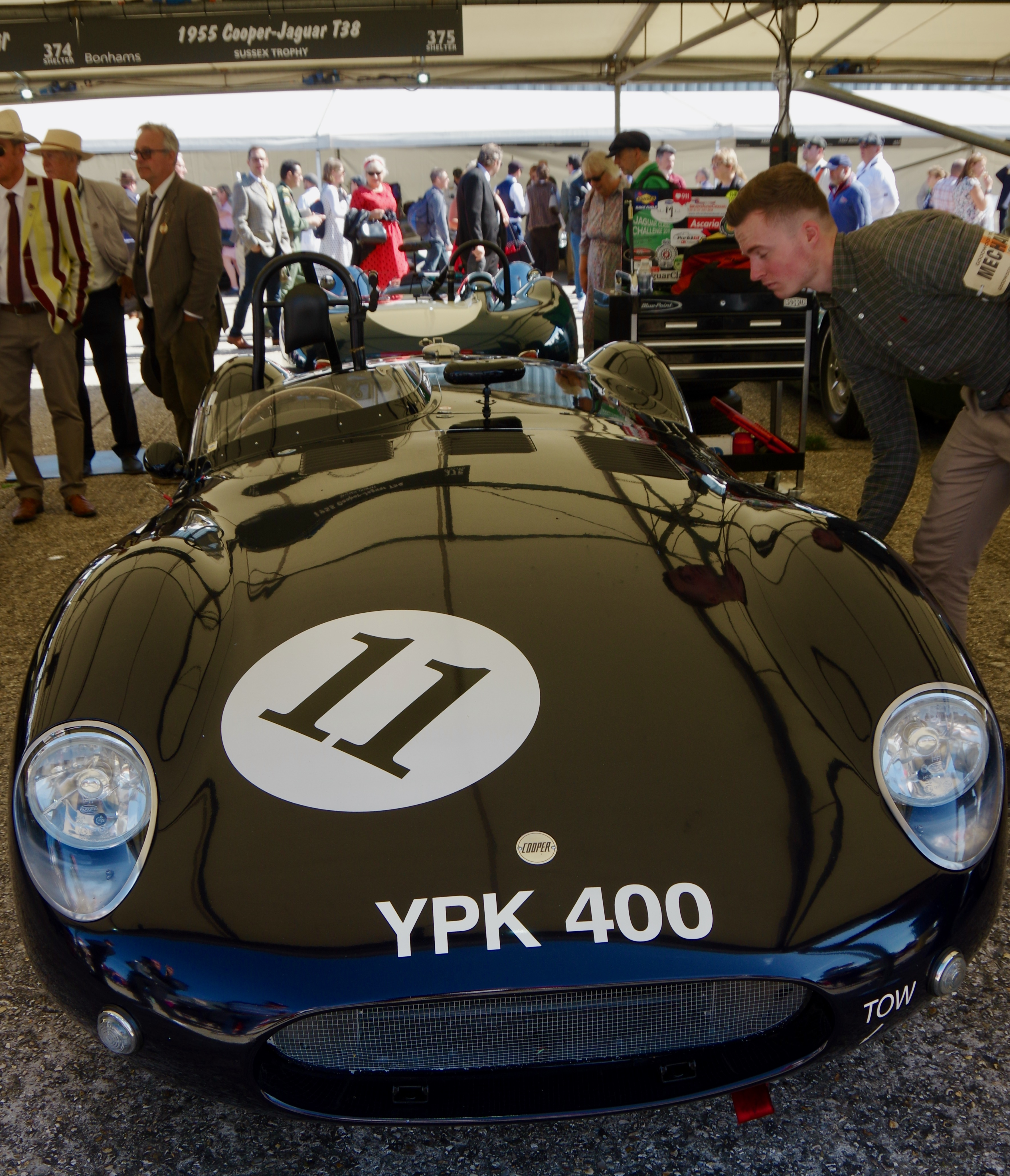
Cooper T38

Der Cooper T38 war ein Sportwagen, der 1955 bei der Cooper Car Company entwickelt wurde.

## Entwicklungsgeschichte und Technik
Die Entwicklung des T38 markierte den Versuch John Coopers, einen Sportwagen zu bauen, mit dem ein Gesamtsieg bei einem wichtigen internationalen Sportwagenrennen möglich wäre. Im Unterschied zu den Mitte der 1950er-Jahre führenden Rennsportwagen-Herstellern wie Ferrari, Maserati, Aston Martin und Jaguar hatte Cooper weit beschränktere Ressourcen. Neben dem Monoposto-Bau fertigte er 1955 mit dem T39 bereits einen Sportwagen. Während dieser weitgehend auf Monopostotechnik basierte, betrat John Cooper mit der Konzeption des T38 technologisches Neuland.
Der Gitterrohrrahmen für das Fahrgestell und die Karosserie entstanden bei Cooper, die gesamte Antriebstechnik einschließlich Motor kam von Jaguar. Der 3,4-Liter-6-Zylinder-Reihenmotor war baugleich mit dem Triebwerk des Jaguar D-Type. Im Unterschied zu ähnlichen Fahrzeugen hatte der T38 ein großes Cockpit mit einem bequemen, mit dem Fahrersitz baugleichen Beifahrersitz. Scheibenbremsen gab es an allen vier Rädern sowie einen Zusatztank zwischen Fahrer- und Beifahrersitz, was das große Cockpit erklärte. Gefertigt wurden drei Fahrgestelle. In manchen Publikation werden vier gebaute Fahrzeuge angegeben, allerdings wird dort der T33, der ebenfalls einen Jaguar-Motor hatte, mitgezählt.

## Renngeschichte
Das erste Fahrgestell, CJ-1-55, wurde erstmals beim Silverstone International 1955 von Peter Whitehead gefahren. Mit zwei Runden Rückstand auf den Sieger Reg Parnell im Aston Martin DB3S beendete er das Rennen als 13. der Gesamtwertung. Das 24-Stunden-Rennen von Le Mans bestritt Whitehead gemeinsam mit seinem Halbbruder Graham. Nach 38 Runden hatte der Motor keinen Öldruck mehr und der Wagen musste abgestellt werden.
Fahrgestell CJ-2-55 erhielt 1956 der britische Rennfahrer Michael Head, der mit seinem T38 erfolgreich Sportwagenrennen in Großbritannien fuhr. Das dritte Chassis CJ-3-55 wurde 1957 für David Shale gebaut. Den ersten Rennsieg mit einem T38 feierte Head im April 1956 bei einem nationalen Sportwagenrennen in Goodwood. Insgesamt wurden mit den drei T38-Chassis bei 65 Rennstarts 9 Gesamtsiege und 1 Klassensieg erzielt.